# St. Peter und Paul (Augsburg-Oberhausen)

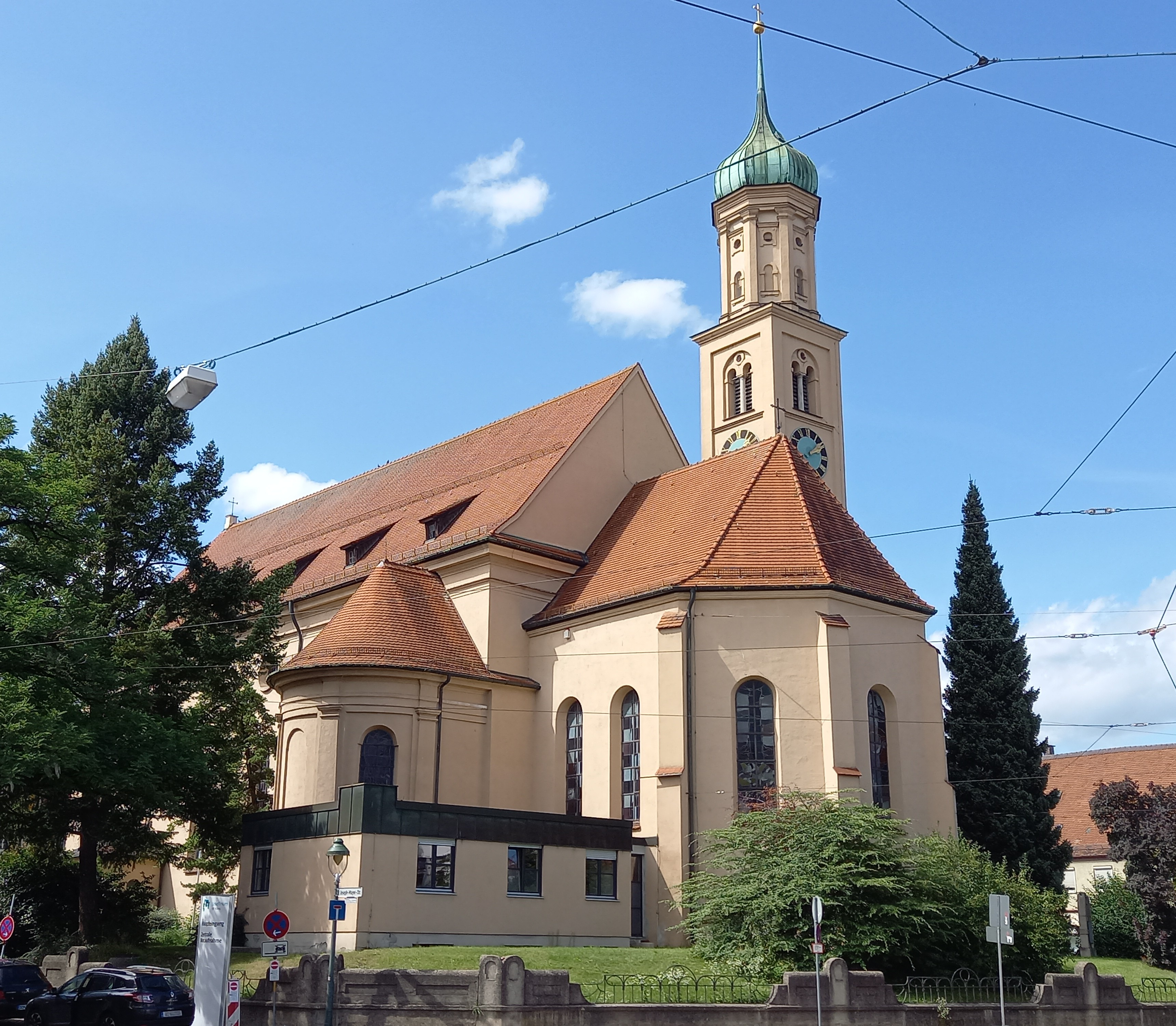
Choransicht von St. Peter und Paul

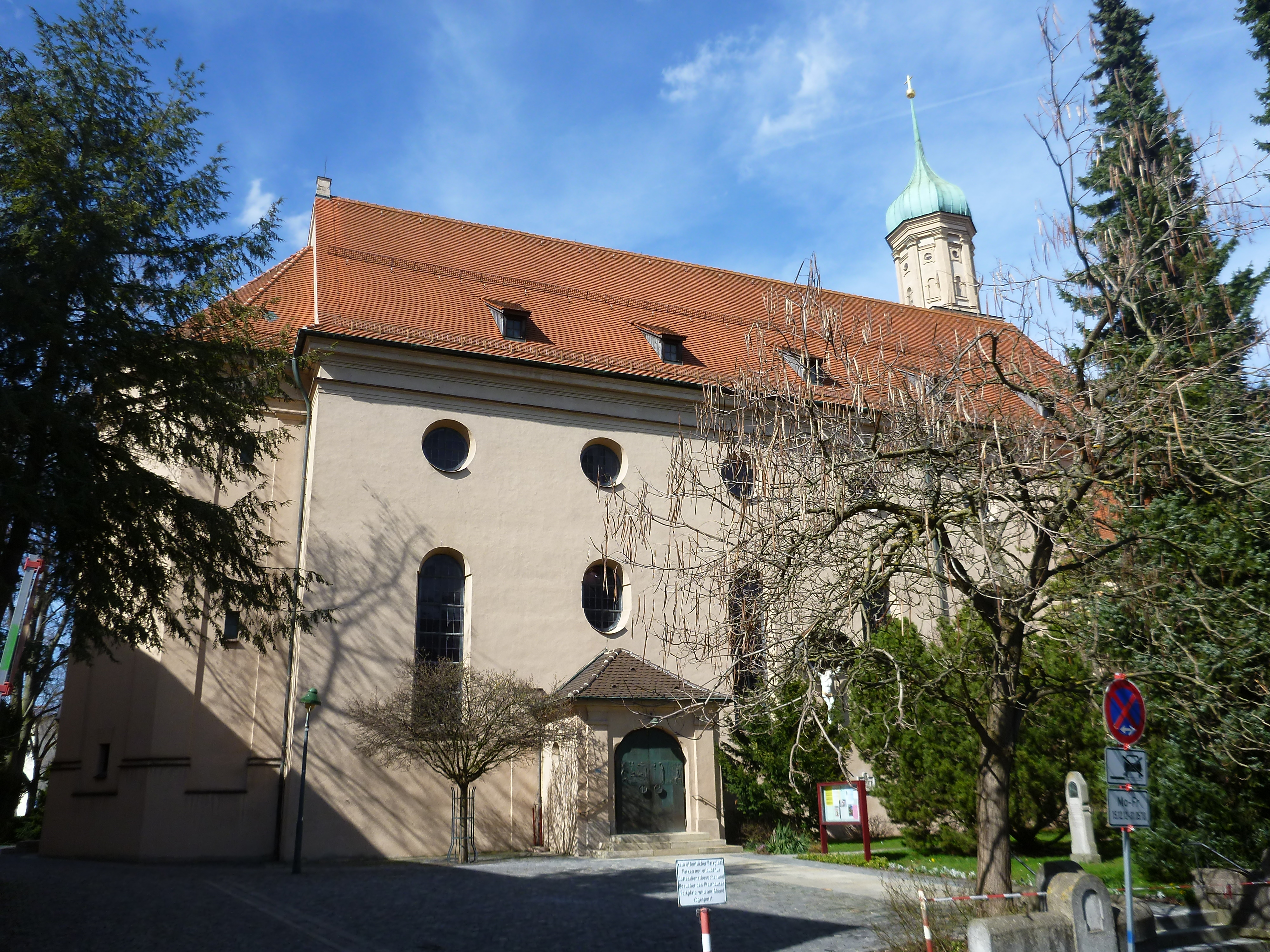
Langhaus

Die römisch-katholische Pfarrkirche St. Peter und Paul im Augsburger Stadtteil Oberhausen zählt zu den ältesten Kirchen Augsburgs. Nach der Zerstörung im Zweiten Weltkrieg wurde sie in vereinfachter Form wiederaufgebaut. Die Kirche ist als Baudenkmal in der bayerischen Denkmalliste eingetragen.

## Lage
Die Kirche befindet sich an der Hirblinger Straße bzw. Zollernstraße in unmittelbarer Nähe zum Fachkrankenhaus Josefinum, zur Werner-Egk-Grundschule und zum Bischof-von-Zollern-Platz.

## Geschichte

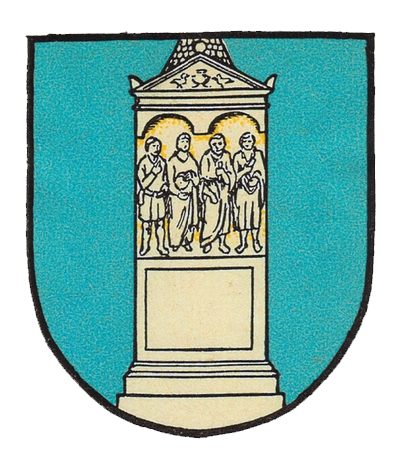
Ehem. Gemeindewappen mit dem Pfeilermonument

Möglicherweise steht die Kirche auf den Resten eines römischen Heiligtums. So kam 1709 bei Kellerbauarbeiten ein römisches Pfeilermonument aus der zweiten Hälfte des 2. Jahrhunderts zu Tage. Der Römerstein zierte das Wappen der ehemaligen Marktgemeinde. Um 15 v. Chr. befand sich an Stelle des heutigen Ortes ein römisches Militärlager. Ein erstes Gotteshaus unter dem Patrozinium der hl. Peter und Paul, mit pfarrlichen Befugnissen, könnte dort schon zu Zeiten Bischof Ulrichs existiert haben. Die erste urkundliche Erwähnung von Oberhausen erfolgte 1150, die Kirche ist seit ca. 1200 belegt. Die drei romanischen Untergeschosse des Kirchturms stammen wohl noch aus dieser Zeit. Der noch erhaltene spätgotische Chor datiert aus dem 14. bis 15. Jahrhundert. Die Kirche wurde anfangs mit Dom-Kanoniker und später mit Weltpriester versehen. Oberhausen gehörte bis 1602 als Reichslehen dem Hochstift Augsburg und kam darauf unter der Amtszeit des Augsburger Bischofs Heinrich V. durch Tausch und Kauf an die Augsburger Paritätische Wohltätigkeitsstiftung St. Martin, welche schließlich als alleiniger Grundherr die Nieder- und Hochgerichtsbarkeit ausübte, während das Patronatsrecht bis zur Säkularisation in den Händen des Bischofs verblieb. Laut Pfarrchronik wurde 1603 die baufällige Kirche mit Ausnahme des Turmes und Chores abgebrochen und ein neues Langhaus in erweiterter Form durch Maurermeister Hans Baur erbaut und 1604 neu geweiht. 1619 erhielt der Turm unter dem Augsburger Stadtbaumeister Elias Holl ein Turmobergeschoss mit Zwiebelhaube nach Vorbild der Türme des Augsburger Rathauses. 1650 bezog die Kirche aus Solothurn die Reliquien der Märtyrer Viktor und Ursus, sowie 1708 aus Rom die Reliquien des Märtyrer Firmus. 1698 erfolgte ein Umbau durch Christoph Dietz und 1700 der Anbau von Seitenkapellen. Dabei wurde auch der Innenraum barockisiert. Am 3. April 1755 stiften Jakob Bauhof und Anna Regina von Langenmantel geb. Bauhof ein Benefiziat mit einem Frühmesser, welches den Pfarrer unterstützen sollte. 1797 schuf der Maler Johann Joseph Anton Huber ein neues Deckengemälde. Ursprünglich gehörten zur Pfarrei Oberhausen auch die Dörfer Kriegshaber und Neusäß, mit jeweils eigenen Kapellen, in dem an allen Sonntagen ein Frühmesser ein Gottesdienst hielt. 1823 wird über die Kirche und Pfarrei von Oberhausen folgendes berichtet: 

„Oberhausen, marktberichtigtes Pfarrdorf im Landgericht Göggingen, zählt 222 Häuser und 2325 Seelen. Das Kollationsrecht auf die Pfarrei gehörte ursprünglich dem Bischof. Der Pfarrer wird von einem Frühmesser und Benefiziaten, den Jakob Bauhof, und Anna Regina von Langenmantel stifteten, unterstützt. In der Pfarrkirche sind die Reliquien der heil. Märtyrer aus der Thebäischen Legion Viktor und Ursus, welche aus Solothurn im Jahr 1650, und des heil. M. Firmus, welche aus Rom im Jahr 1708 kamen, der öffentlichen Verehrung ausgesetzt. Filiale dahin sind: a) Kriegshaber, Dorf von 95 Häusern und 960 Seelen worunter 656 katholisch sind, samt einer der Heimsuchung Maria geweihten Kapelle, in der alle Sonntage die Frühmess, und auch das Patrozinium gehalten werden muss. b) Neusäß; Dörfchen von 17 Häusern und 108 Seelen samt der St. Aegidius Kapelle, in der das Patrozinium gefeiert wird.“

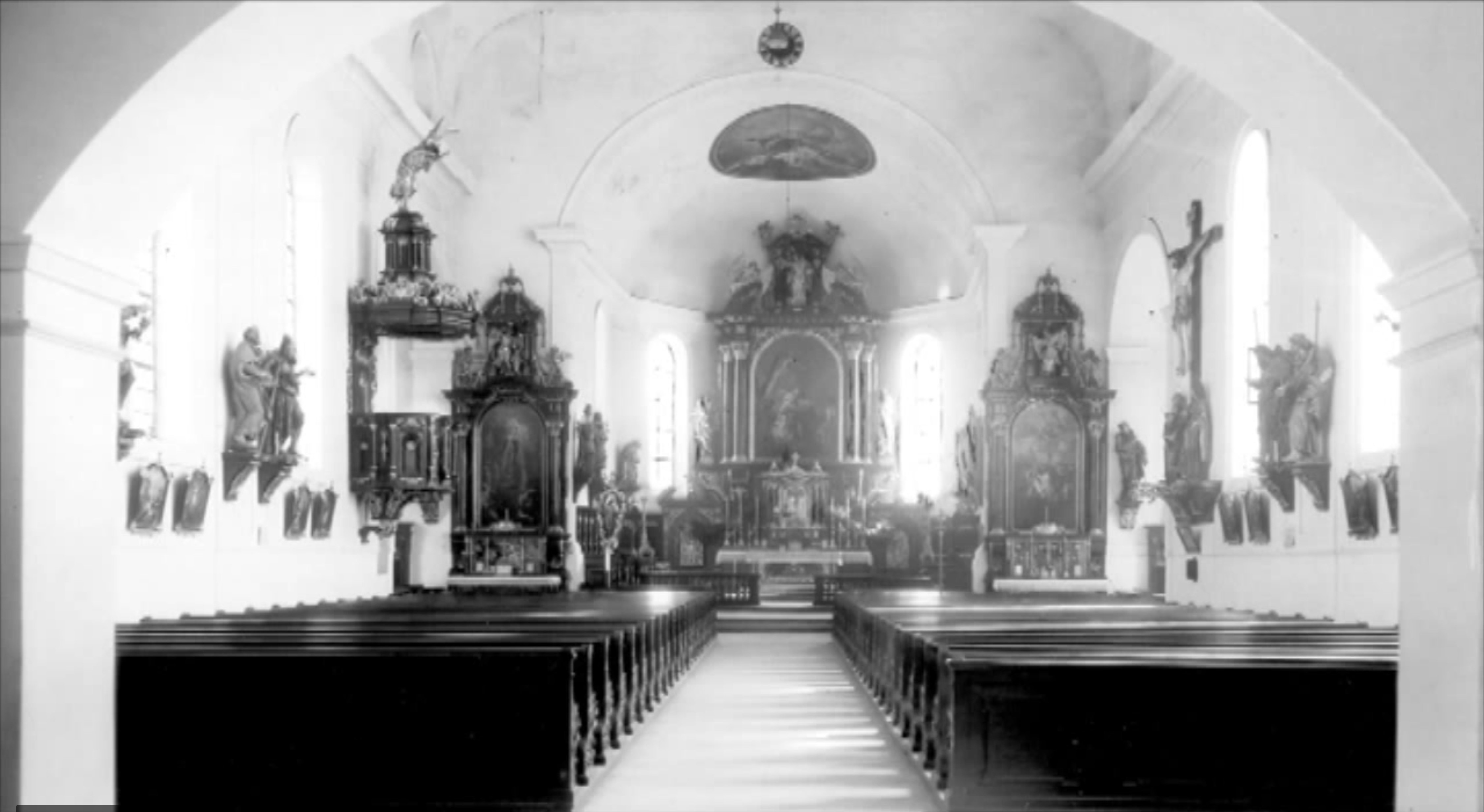
Innenraum im Ursprungszustand, vor 1944

1925 erweiterte man nach reduzierten Plänen von Michael Kurz aus dem Jahre 1909 das Langhaus. 1933 wurde wegen der wachsenden Bevölkerung der nördliche Gemeindeteil zu St. Martin abgepfarrt.  Bei den Luftangriffen auf Augsburg in der Nacht vom 25. auf den 26. Februar 1944 wurde die Kirche von fünf Fliegerbomben getroffen und brannte in Folge vollständig aus. Nur die Mauern und der Turm blieben stehen. Der in vereinfachter Form von Ulrich Reithmayer durchgeführte Wiederaufbau unter Beibehaltung des alten Grundrisses erfolgte 1948. Die Sakristei ersetzte er durch einen modernen Flachbau. 1985 wurde die Kirche grundlegend renoviert. Seit Mai 2012 besteht mit St. Joseph, St. Martin sowie St. Konrad eine Pfarreiengemeinschaft. 

## Ausstattung

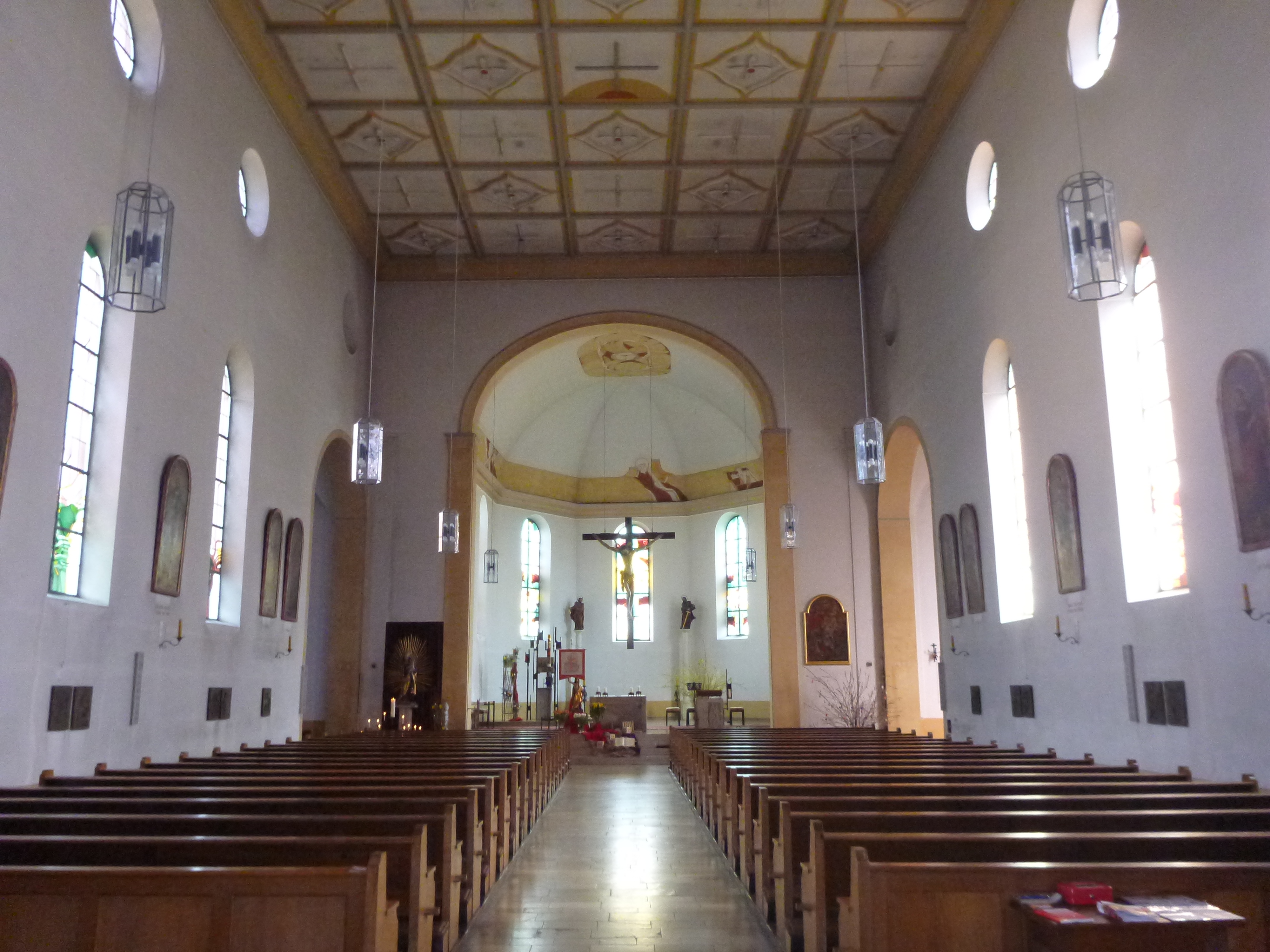
Innenraum heute

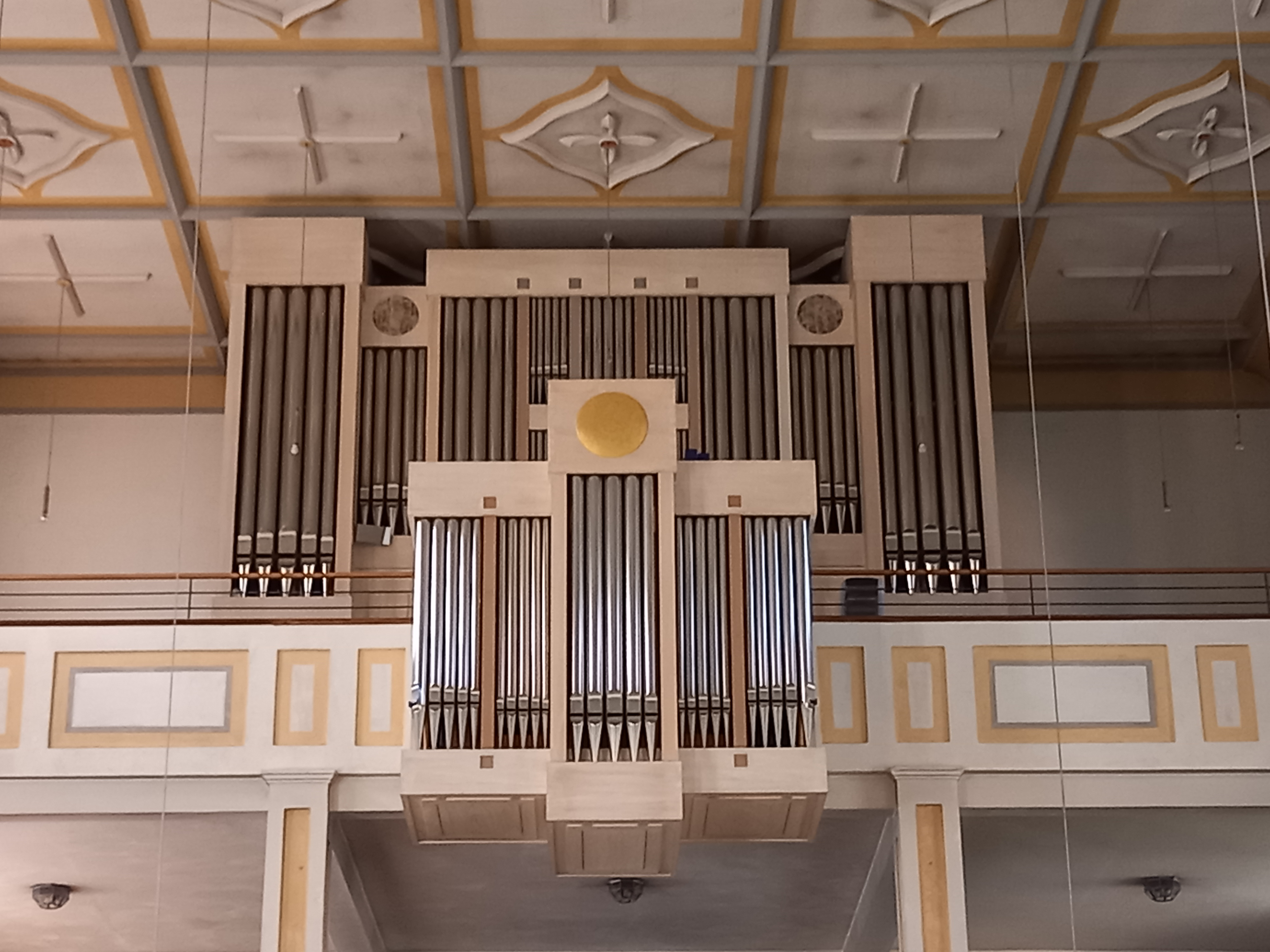
Orgel

Von der einstigen barocken Ausstattung hat sich nur eine barocke Ölberggruppe sowie eine Kerkerheillandfigur erhalten. Die Madonnenfigur auf dem linken Seitenaltar stammt aus dem Ende des 15. Jahrhunderts.

## Orgel
Die heutige Orgel der Kirche wurde 2001 von Sandtner (Dillingen) als Opus 283 gebaut. Sie hat 41 Register, verteilt auf drei Manuale und Pedal und hat mechanische Spiel- und Registertraktur. Die Disposition lautet:
| I Rückpositiv C–g3 |        |
| Principal          | 8′     |
| Rohrgedeckt        | 8′     |
| Prestant           | 4′     |
| Rohrflöte          | 4′     |
| Nasard             | 2 ⁄3′  |
| Doublette          | 2′     |
| Waldflöte          | 2′     |
| Terz               | 1 3⁄5′ |
| Quinte             | 1 ⁄3′  |
| Scharff IV         | 1′     |
| Cromorne           | 8′     |
| Tremulant          |        |

| II Hauptwerk C–g3 |       |
| Bourdon           | 16′   |
| Principal         | 8′    |
| Flauto            | 8′    |
| Copel             | 8′    |
| Viola             | 8′    |
| Octave            | 4′    |
| Blockflöte        | 4′    |
| Superoctave       | 2′    |
| Mixtur IV-V       | 1 ⁄3′ |
| Cornett V (ab b0) |       |
| Trompete          | 8′    |

| III Schwellwerk C–g3 |     |
| Concertflöte         | 8′  |
| Bourdon              | 8′  |
| Gamba                | 8′  |
| Voix céleste         | 8′  |
| Fugara               | 4′  |
| Querflöte            | 4′  |
| Piccolo              | 2′  |
| Cornett II–IV        |     |
| Basson               | 16′ |
| Trompette harm.      | 8′  |
| Hautbois             | 8′  |
| Clairon harm.        | 4′  |
| Tremulant            |     |

| Pedal C–f1  |     |
| Principal   | 16′ |
| Subbass     | 16′ |
| Octavbass   | 8′  |
| Violoncello | 8′  |
| Octave      | 4′  |
| Posaune     | 16′ |
| Fagott      | 8′  |

- Koppeln: I/II, III/I, III/II, I/P, II/P, III/P
- Spielhilfen: Elektronische Setzeranlage

## Geläut
| Nr. | Gussjahr | Gießer                      | Durchmesser | Höhe  | Nominal |
| 1   | 1953     | Erdinger Glockengießerei    |             |       | e'      |
| 2   | 1953     | Erdinger Glockengießerei    |             |       | g'      |
| 3   | 1619     | Wolfgang Neidhart, Augsburg | 99 cm       | 80 cm | a'      |
| 4   | 1619     | Wolfgang Neidhart, Augsburg | 69,5 cm     | 52 cm | e'      |

## Pfarrhaus

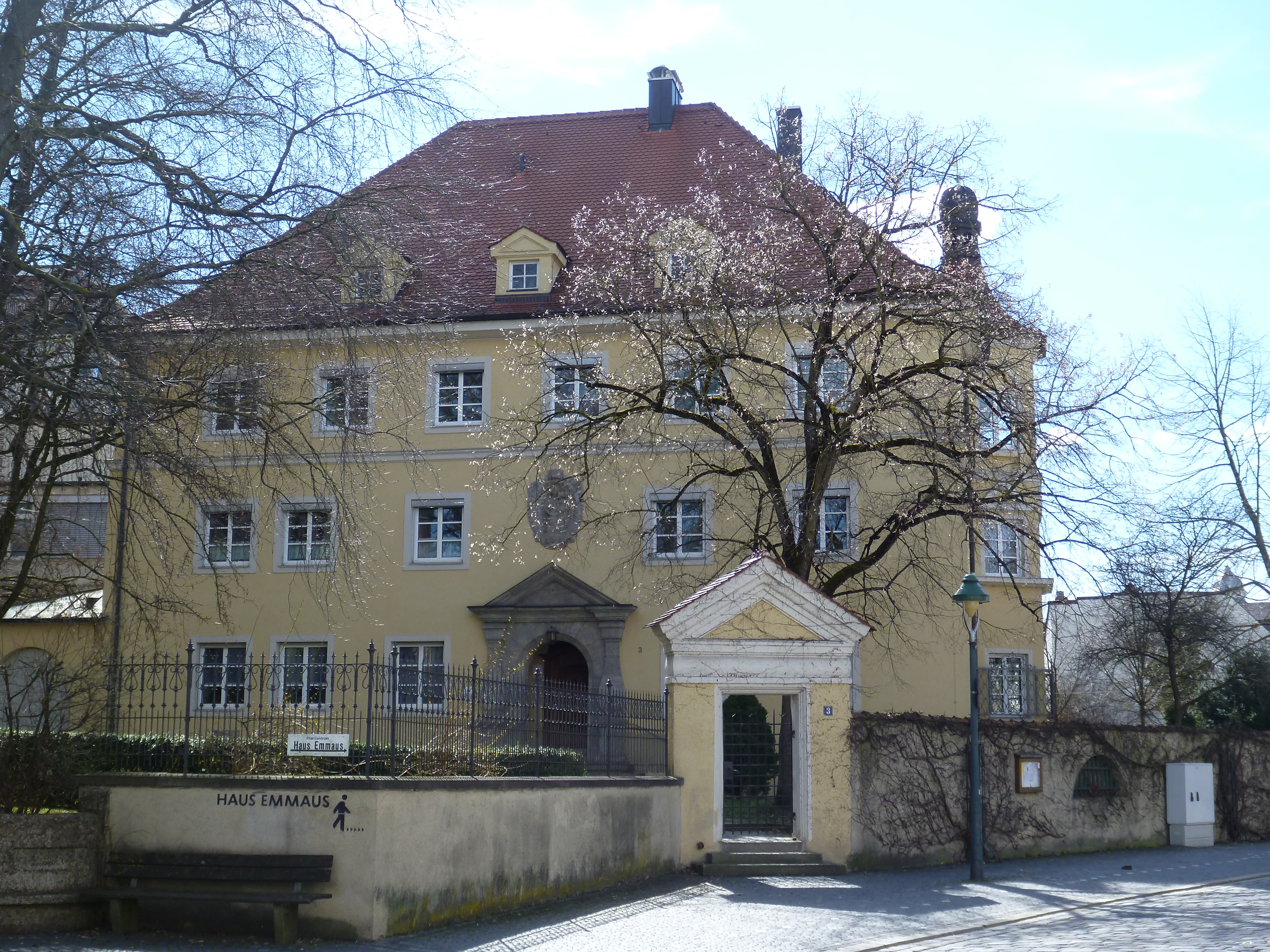
Das Pfarrhaus von St. Peter und Paul

Das Pfarrhaus neben der Kirche (Hirblinger Straße 3) und dessen Einfriedung stehen ebenfalls unter Denkmalschutz. Der neubarocke dreigeschossige Walmdachbau aus der Zeit um 1910 hat einen polygonalen turmartigen Erker und einen giebelbekrönten, rundbogigen Eingang. Der Mauerzug enthält ein giebelbekröntes Portal ein turmartiges Häuschen mit Haubendach.